# 殷通
殷通（？-前209年9月）是秦朝末年的会稽假守（代理郡守），秦末民變時，殷通出于自保，响应起义，亦要起兵抗秦，卻被原楚國貴族项梁、项羽所殺。
前209年7月，陈涉、吴广等人發動大澤起義，正式抗秦，六國遺民響應，隨即天下大亂。9月，殷通对项梁说：“江西皆反，此亦天亡秦之时也。吾闻先即制人，後则为人所制。”并告诉项梁，他想要以项梁和桓楚为将领，發動起義。当时桓楚在在大泽中逃亡，项梁輕視殷通，不願意追隨，这时起了杀机，欺騙殷通只有自己的侄子项羽知道桓楚逃到哪裏，然后到外面，叫项羽持剑，做好准备。项梁又走进幕中，请求殷通让项羽进帳幕内，殷通同意。项羽进入后見项梁示意杀人的動作后，即刻刺殺殷通。